# Fex
Ne doit pas être confondu avec FEX (groupe).

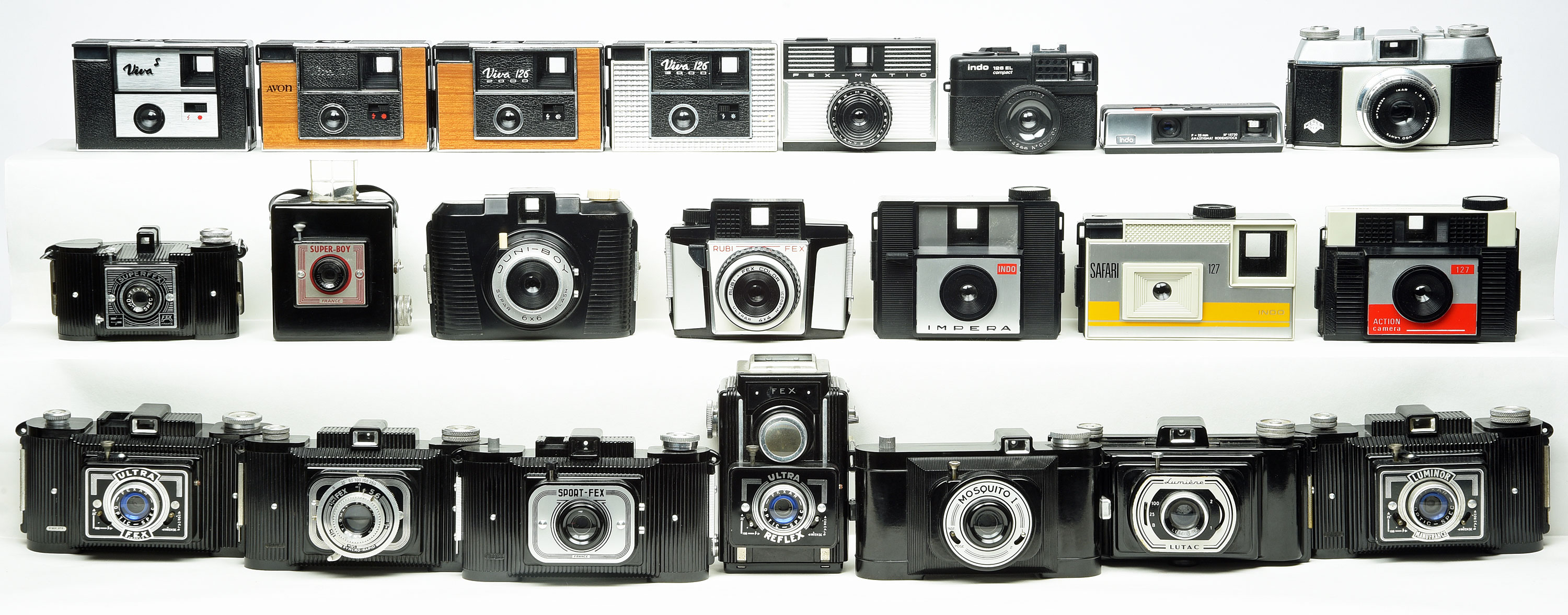
Une partie des modèles produits par Fex-Indo.

Fex puis Indo est une marque disparue d'appareils photographiques de vulgarisation établie à Lyon. Elle est décrite comme « Un fabricant prolifique d'appareils photos en plastique bon marché dont beaucoup avaient un design intéressant ». Elle est active du 10 mai 1944 au 10 décembre 1984.

## Histoire
L'entreprise est créée le 10 mai 1944 par Fritz Kaftanski et Lucien Bouchetal sous le nom de Fex préalablement utilisé par Fritz Kaftanski dans plusieurs noms de firmes ou d'appareils en Allemagne et en Tchécoslovaquie. Fex est censé signifier « France EXport » mais la société n'exporte rien.
En fait, les deux hommes sont associés depuis 1942 et ont déjà produit leur premier appareil, le Compa-Fex, petit box en bois de piètre qualité vendu 200 Francs et dont tous les exemplaires sont rapidement vendus à cause de l’extrême pénurie d'appareils neufs à l'époque. La création de l'entreprise a été retardée par la loi du 2 juin 1941 interdisant aux juifs et aux étrangers de créer des sociétés (alors que Fritz Kaftanski remplit ces deux conditions). Elle a cependant été créée avant la libération de Lyon le 3 septembre 1944.
Le 5 mai 1945, Kaftanski et Bouchetal créent les établissements Kafta à Paris, probablement pour payer à F. Kaftanski les royalties dues pour les licences de production.
En 1947, Fritz Kaftanski quitte la société Fex où ses relations avec Lucien Bouchetal se sont tendues. Il se « replie » sur Kafta où il produira des appareils sous cette marque.
Le 2 janvier 1953, messieurs Bouchetal, Coulaud et Rothberg fondent Indo (INDustrie Optique). La raison sociale passe à « Fex-Indo » sur les documents officiels.
Le 15 février 1956, l'Assemblée générale de Fex décide la dissolution de la société et Indo dépose la marque Fex. Les appareils continueront à être marqués Fex jusqu'à la moitié des années 1960.
En 1961, la société embauche Paul Lachaize qui modernise beaucoup l'aspect des appareils. Il quittera la société en 1973.
Vers 1977, les appareils produits en masse à très faible coût à Hong Kong envahissent le marché français et mettent Indo en mauvaise posture.
Le 28 mars 1979, Indo est en cessation de paiements. Le financement d'un nouveau projet d'appareil 110 échoue malgré une commande ferme de 100 000 appareils par les magasins Phox et, le 22 août 1980, le règlement judiciaire est prononcé.

## Production

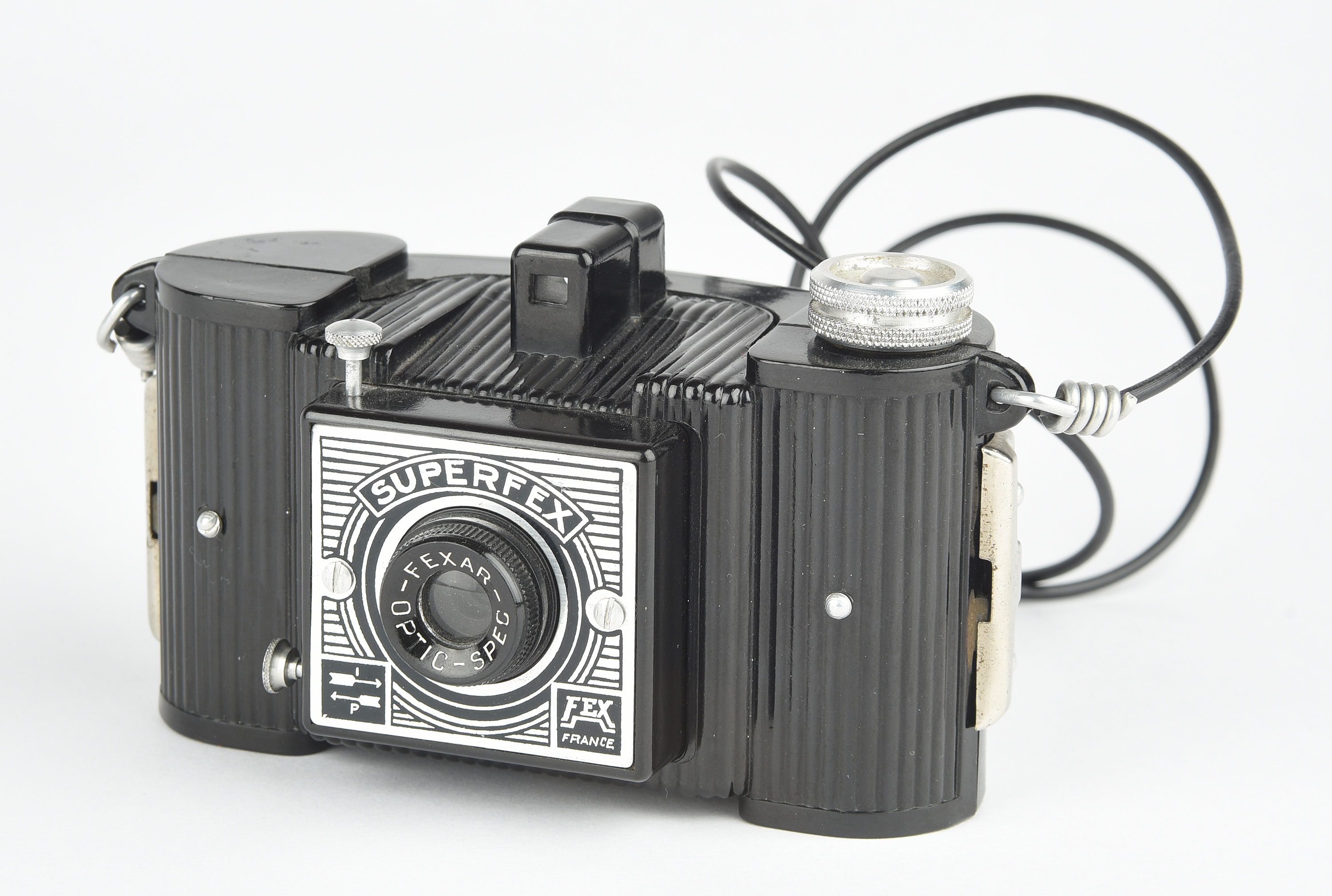
Superfex

1945. Le premier appareil fabriqué industriellement est le Superfex après que la société a récupéré les moules retenus pour non paiement par la société parisienne MIOM (Manufacture d'Isolants et d'Objets Moulés) à qui Fritz Kaftanski avait passé commande pour remplacer les moules du Fex original abandonnés en Tchécoslovaquie. Cet appareil simpliste comme quasiment tous les Fex-Indo donnant des négatifs de 6 × 4,5 cm sur des rouleaux 127 se vendra jusqu'en 1965.

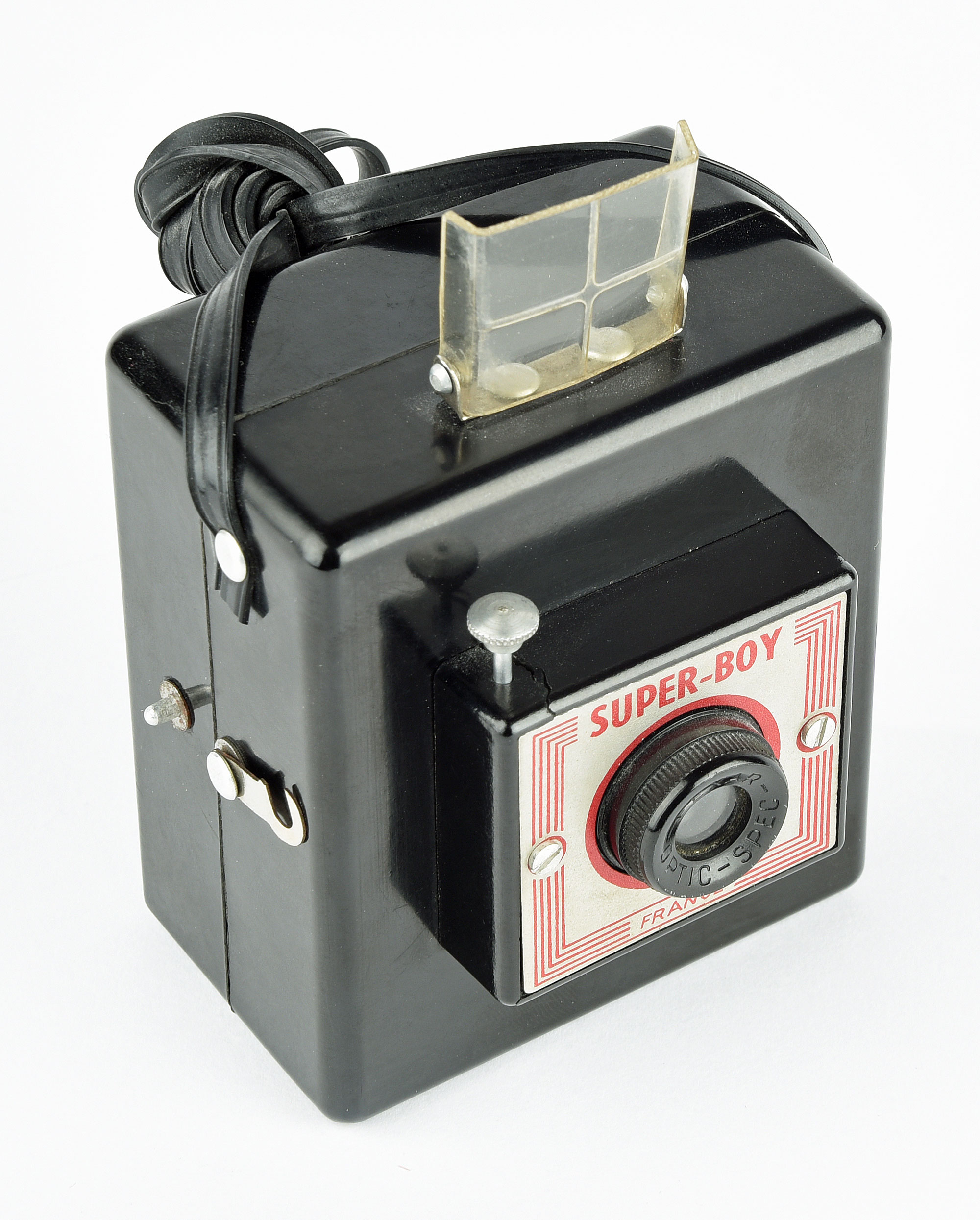
Super Boy FEX

En 1946 sort un box minimaliste, le Super-Boy, destiné aux enfants et vendu dans les magasins de jouets. Il sera le support de nombreuses campagnes publicitaires. La première version est construite en carton, les suivantes seront en bakélite.

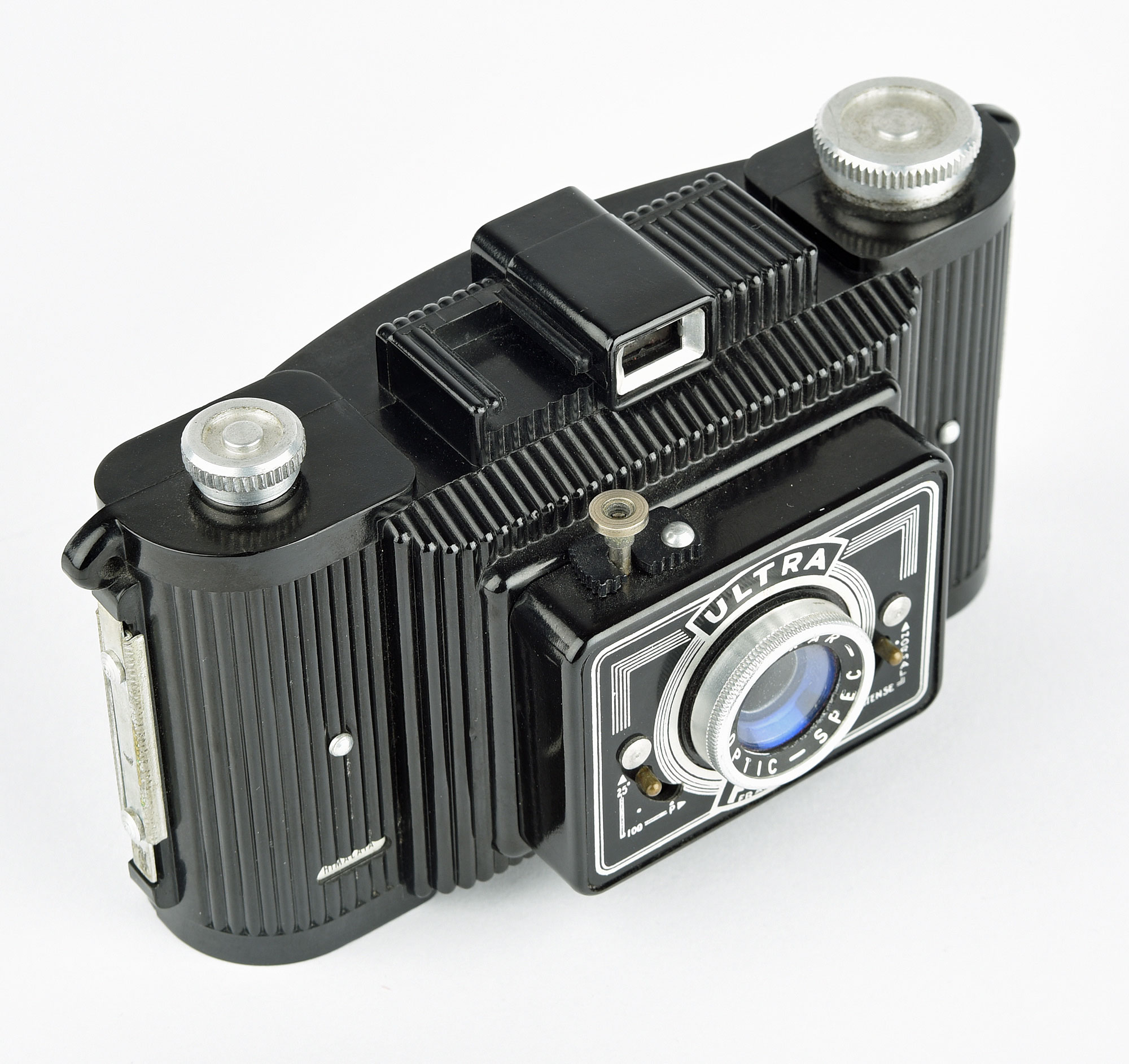
Ultra FEX

L'Ultra-Fex, plus grand succès de la société, voit le jour en 1947. C'est un 6 × 9 sur rouleaux 120 qui vient concurrencer le Photax de MIOM. À la place du tube fileté de son concurrent, il dispose d'un tube rectangulaire coulissant qui réduit le vignettage. Cet appareil sera produit pendant une vingtaine d'années et aura de nombreuses déclinaisons, y compris pour d'autres marques comme Manufrance pour qui il devient le Luminor, Bauchet sous le nom de Mosquito ou Lumière sous le nom de Lutac. On trouve aussi des Spring, Delta, Cliophot ou Novi Phot sortant de chez Fex mais n'en portant pas la marque. Bernard Vial estime la production totale à "plusieurs millions".

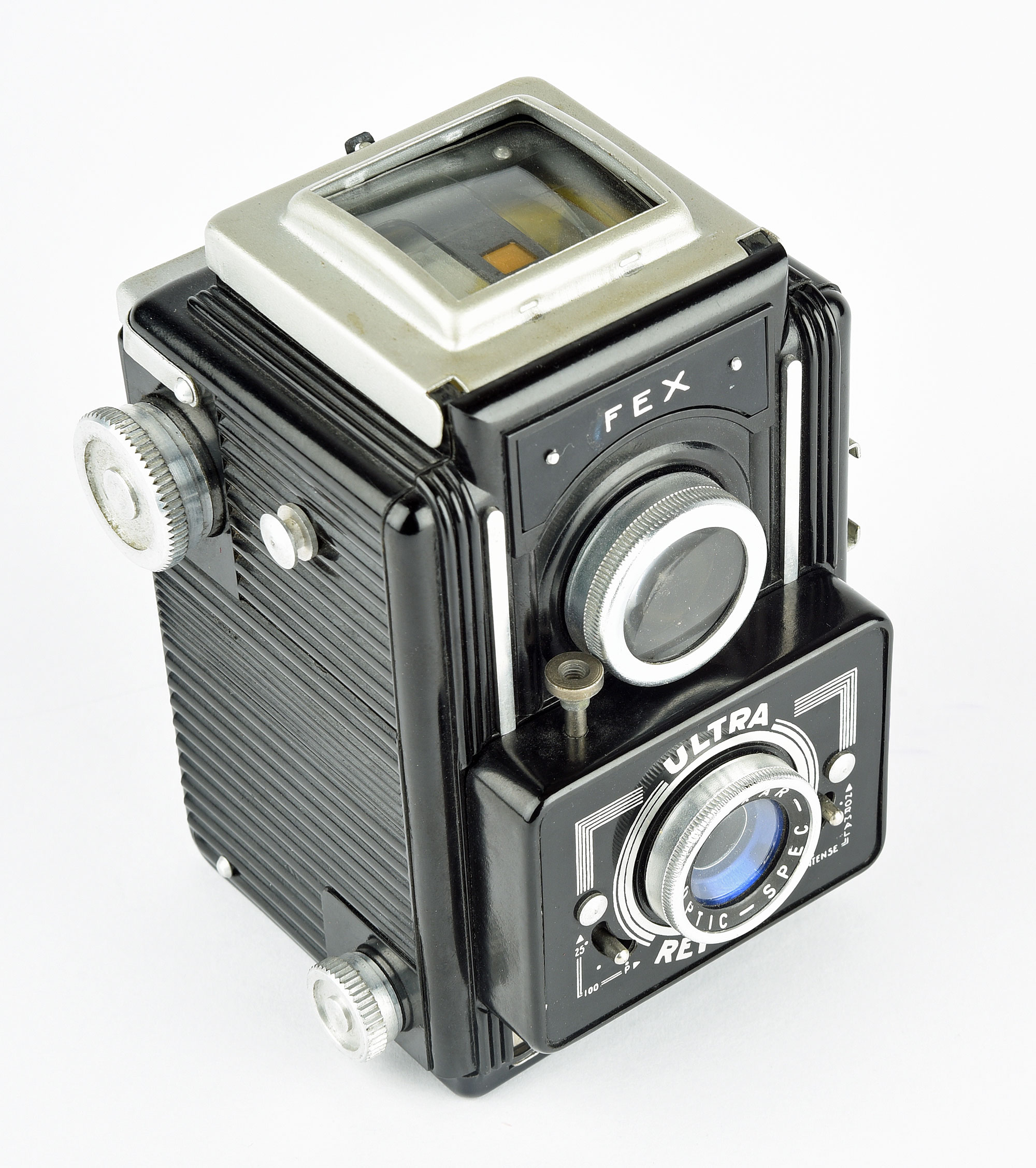
Ultra Reflex FEX

En 1951, un « faux reflex à deux objectifs » apparaît, l'Ultra-Reflex. Comme sur le Voigtländer Brillant, l'objectif de visée ne permet pas de faire la mise au point. Il n'assure que la visée et un look vendeur en pleine vogue du 6 × 6 à deux objectifs. Il reprend les cannelures décoratives de l'Ultra-Fex et son bloc obturateur-objectif. Il utilise un film 620 (bobines « petit axe ») et sera produit jusqu'en 1964.

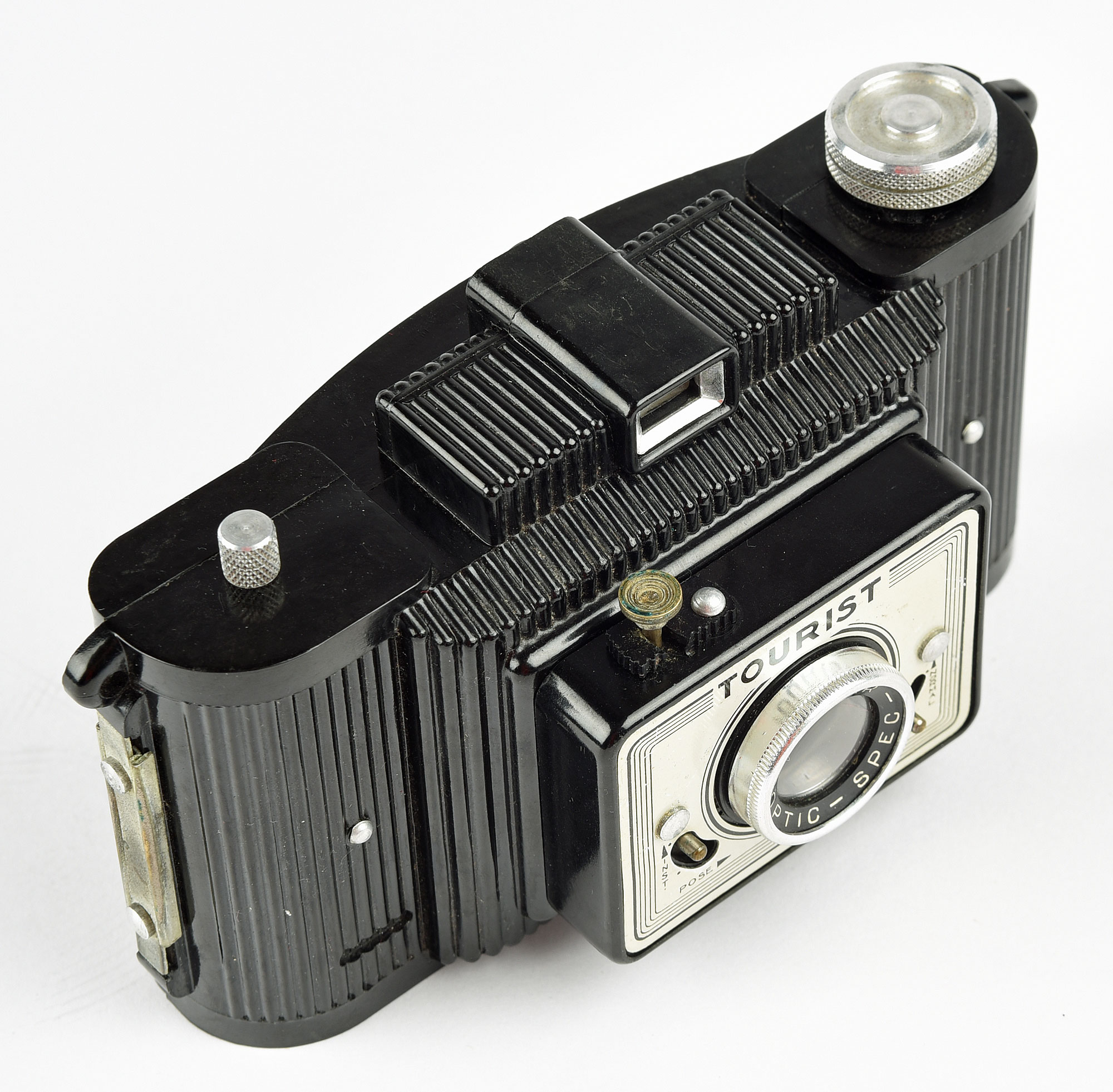
Fex Tourist

En 1952 apparait le Fex Tourist, version de l'Ultra Fex démunie de sabot pour le flash et de la synchroniation flash. La plaque de façade en aluminium éclaircit un peu l'apparence de l'appareil. Il n'est produit qu'une année ce qui en fait un appareil relativement rare.

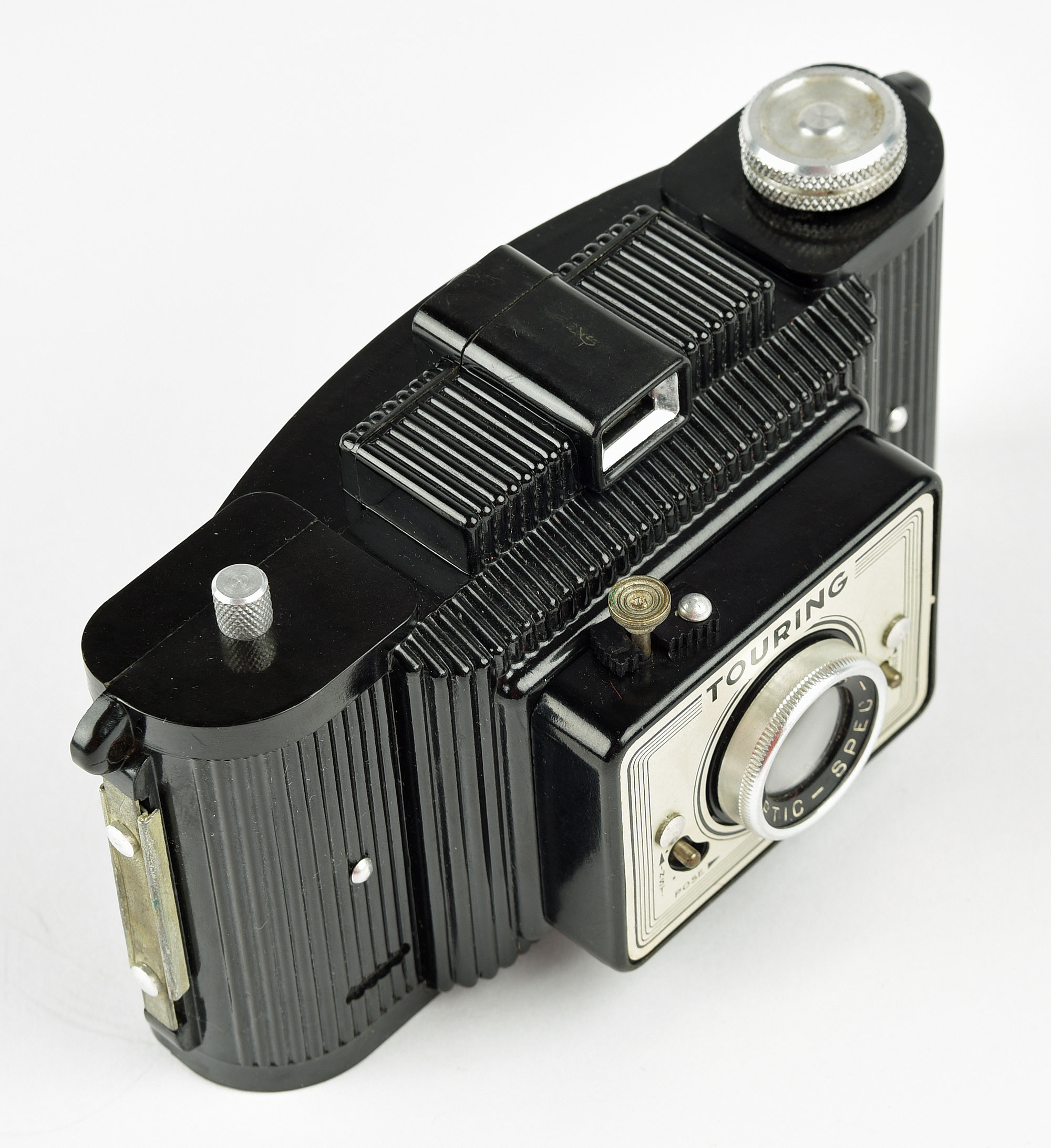
Fex Touring

Il est remplacé en 1954 par le Fex Touring quasiment identique et qui sera produit jusqu'en 1956.
En 1953 apparaît le Fex Elite, toujours sur la base de l'Utra-Fex mais avec un capot en bakélite peinte en gris d'aspect moins funèbre et muni d'un posemètre à extinction Un posemètre à extinction est constitué d'un filtre d'opacité croissante ne laissant apparaitre des graduations que jusqu'à la valeur correspondant à la luminosité mesurée.

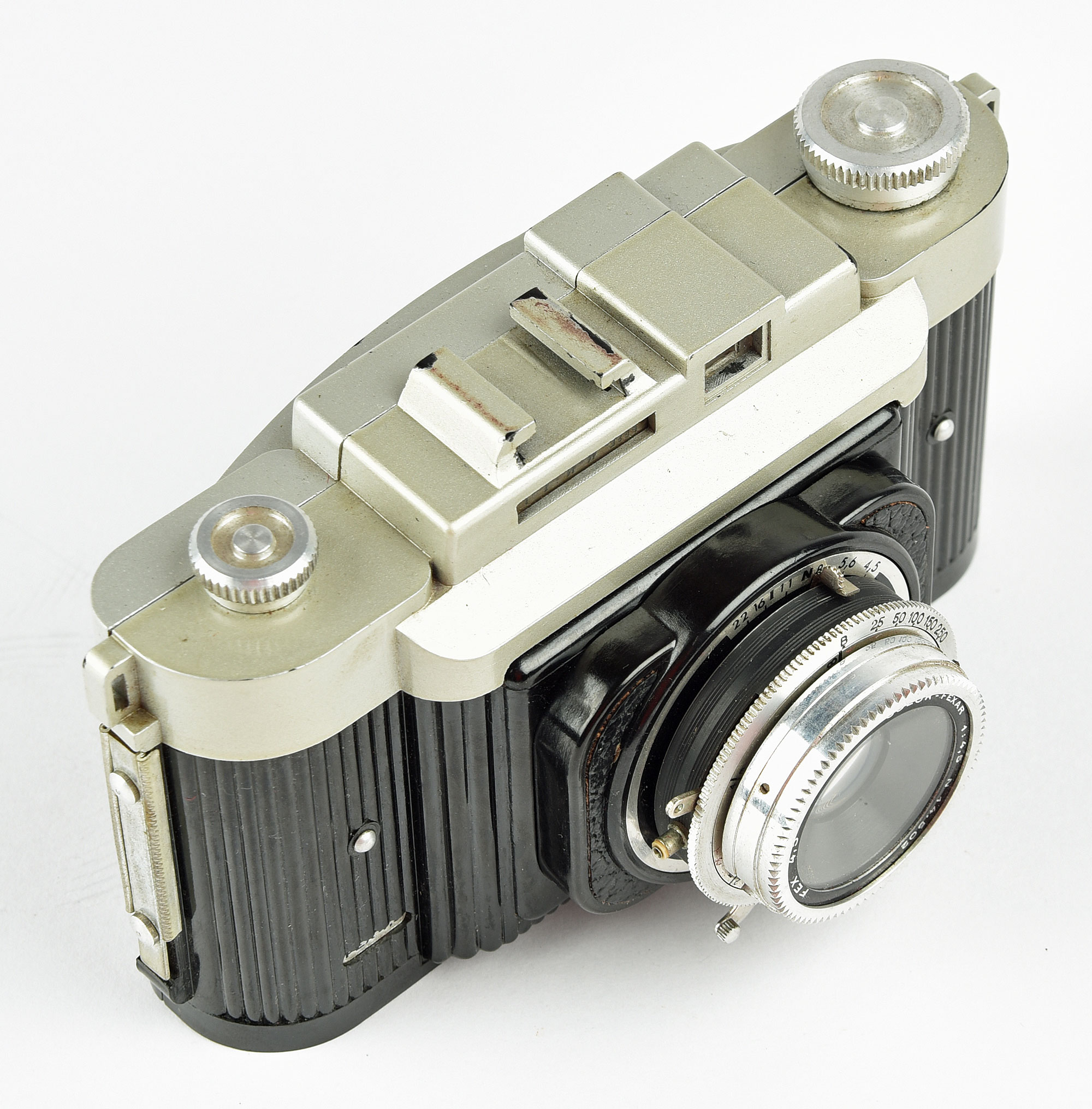
Fex 4.5

En 1956 sort une version perfectionnée du Fex Elite qui n'est nommée que par l'ouverture maximum de l'objectif soit Fex 4,5 . Nettement plus cher(+ 125%), il est muni d'un objectif à deux lentilles fabriqué chez Touret-Narat monté sur un obturateur Atoms Atos 1 et permet des clichés de 6 x 9 ou 6 x 6.

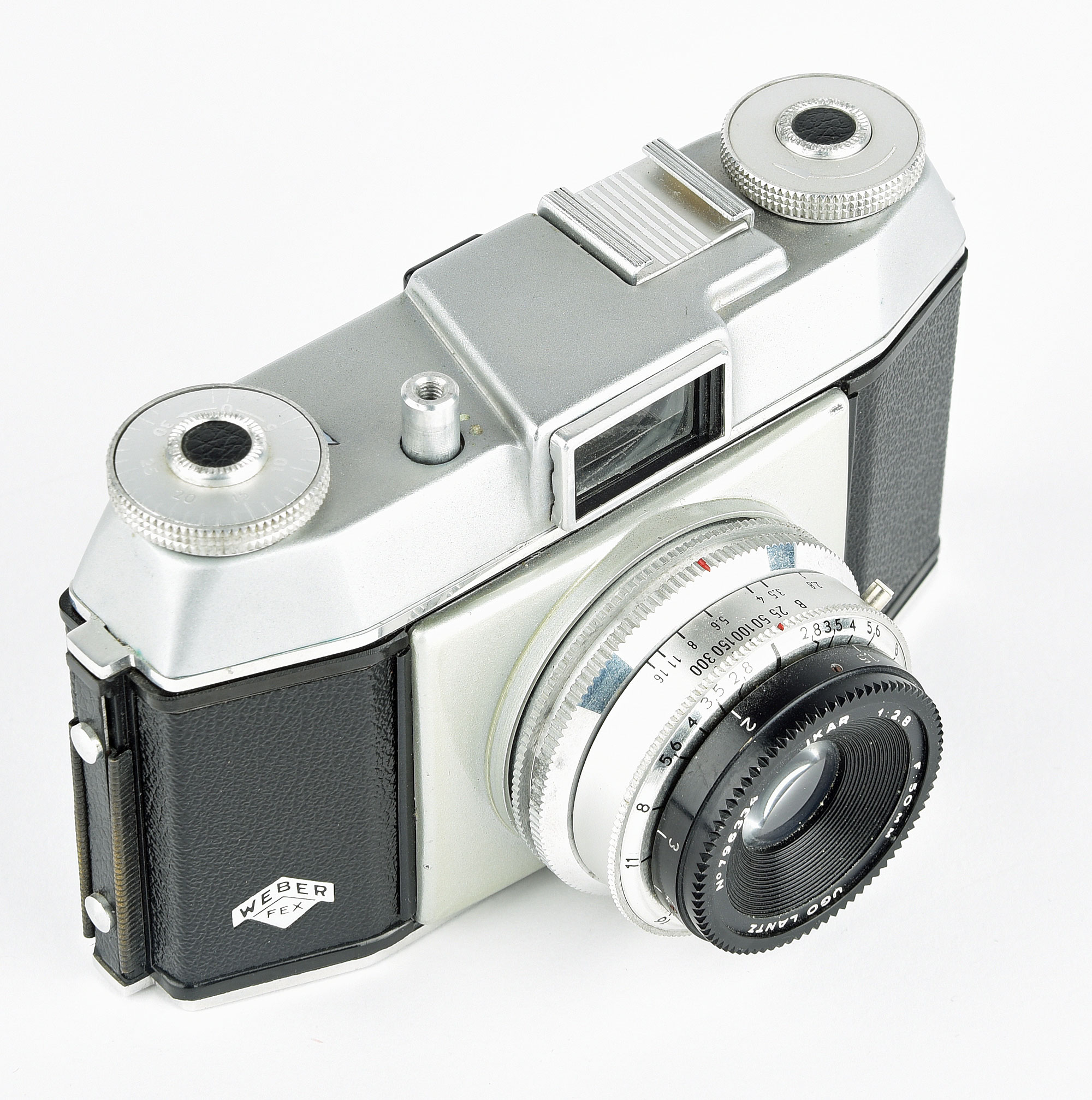
Weber FEX

En 1959, Fex tente une percée sur le marché du 24 × 36 sur film 135 avec le Weber-Fex et le Weber-Fex Junior sur lesquels apparaissent les premiers objectifs "Hugo Lantz", opticien fictif signant des objectifs fabriqués par les Ets Touret-Narat de Saint-Étienne.
En 1960, un nouvel appareil sort : l'Ultra-Fex Color qui abandonne le format 6 × 9, les cannelures verticales et la bakélite de l'Ultra-Fex. Il est moulé en polystyrène, porte des cannelures horizontales et fait 12 images 6 x 6 sur un film 620.

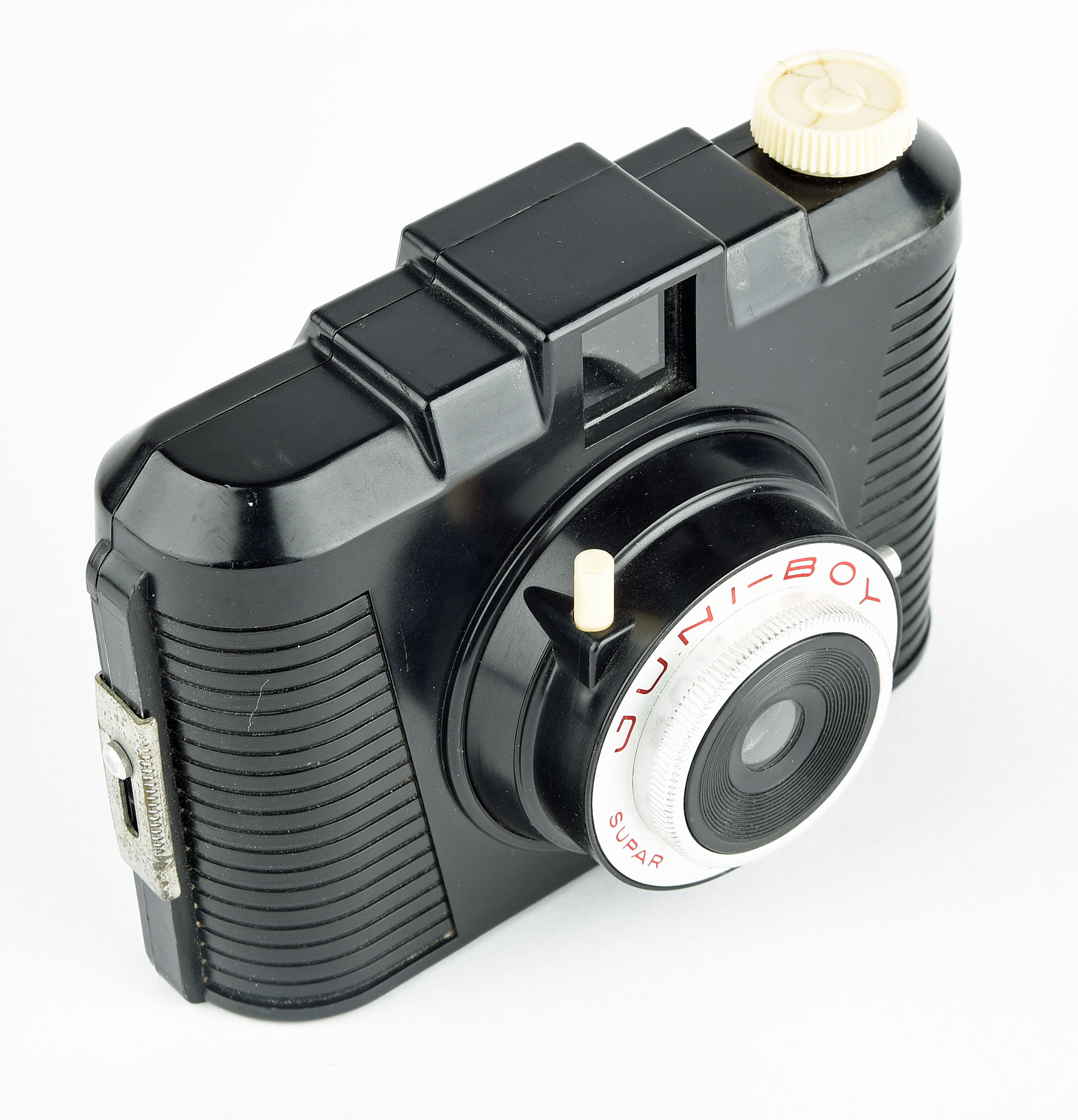
Fex Juniboy

La même année, le Juni-Boy remplace le Super-Boy à la fois comme appareil pour enfants et comme support publicitaire. C'est un 6 × 6 sur film 620. Il sera produit jusqu'en 1967.

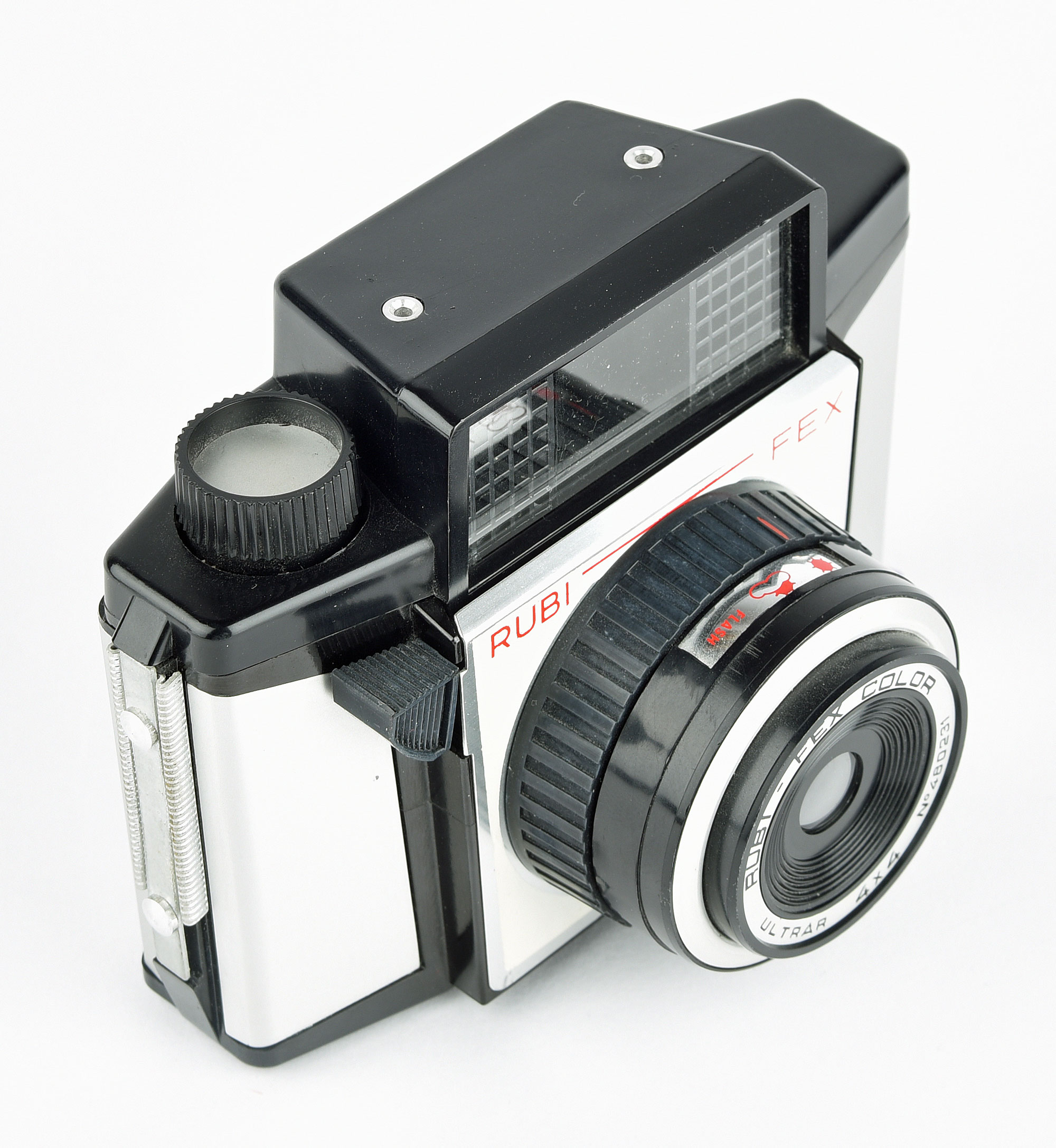
Rubi FEX

De 1962 à 1968 est produit le Rubi-Fex, un 4 × 4 sur rouleau 127 à l'apparence très modernisée par rapport à ses prédécesseurs. Il est le premier Fex à recevoir un gainage qui peut être noir, gris, rouge ou bleu. Il évoluera en plusieurs modèles : le Rubi-Fex Coloral avec un nouveau capot métallique et une sécurité anti double exposition, en Rubi-Fex Coloral F avec un flash intégré (un réflecteur rabattable et une douille pour ampoule au magnésium), le Rubi-Fex Automatic muni d'un automatisme d'exposition et d'un support pour un Rubi-Flash magnésique spécialement produit pour lui et enfin le Rubi-Fex Automatic F, toujours à exposition automatique mais avec le même flash intégré que le Rubi-Fex Coloral.

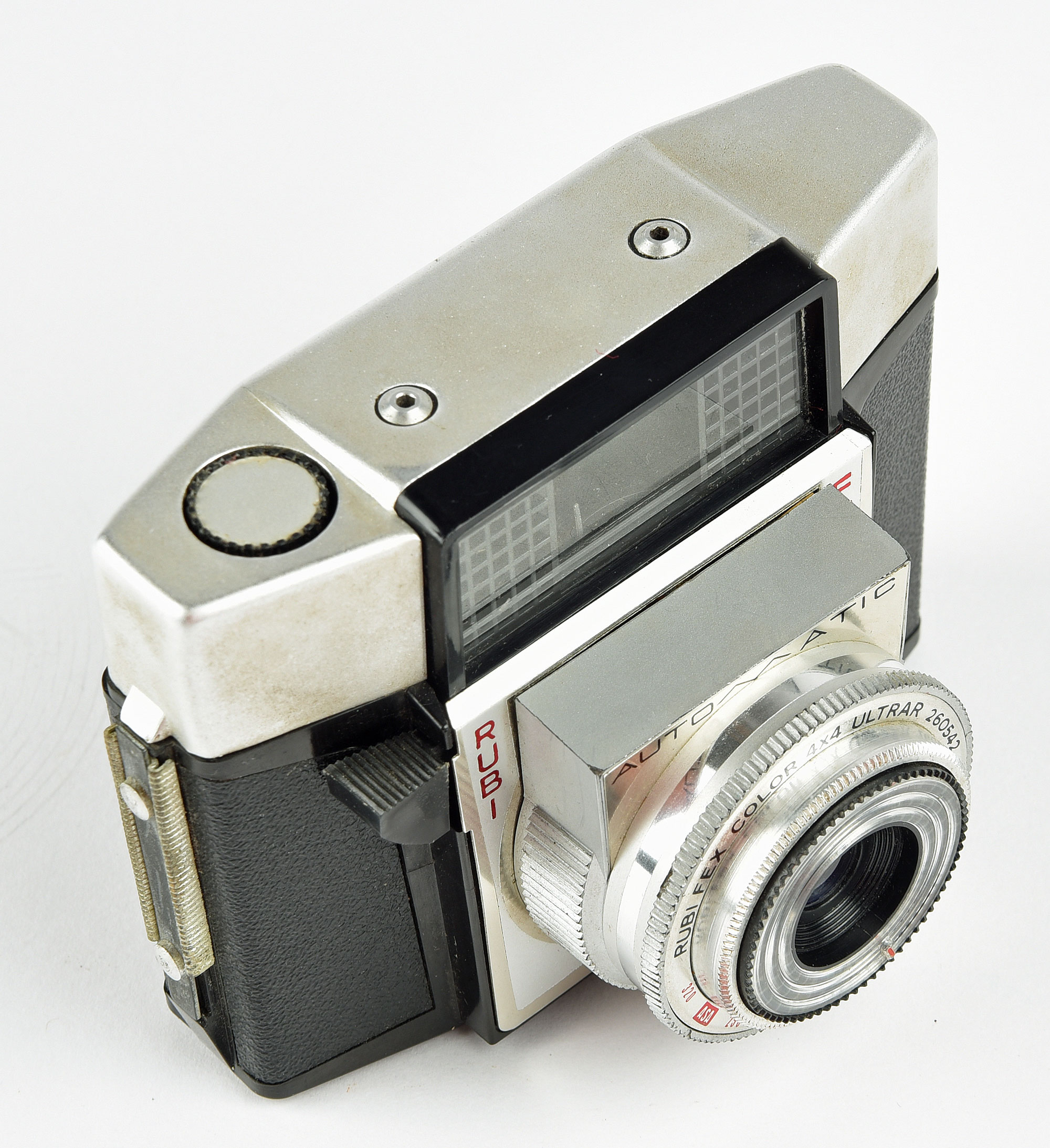
Rubi Fex Automatic

Toujours en 1962 sort le Weber-Fex Major puis le Weber-Fex L2,8 en 1963 et enfin le Weber-Fex 2C en 1964.

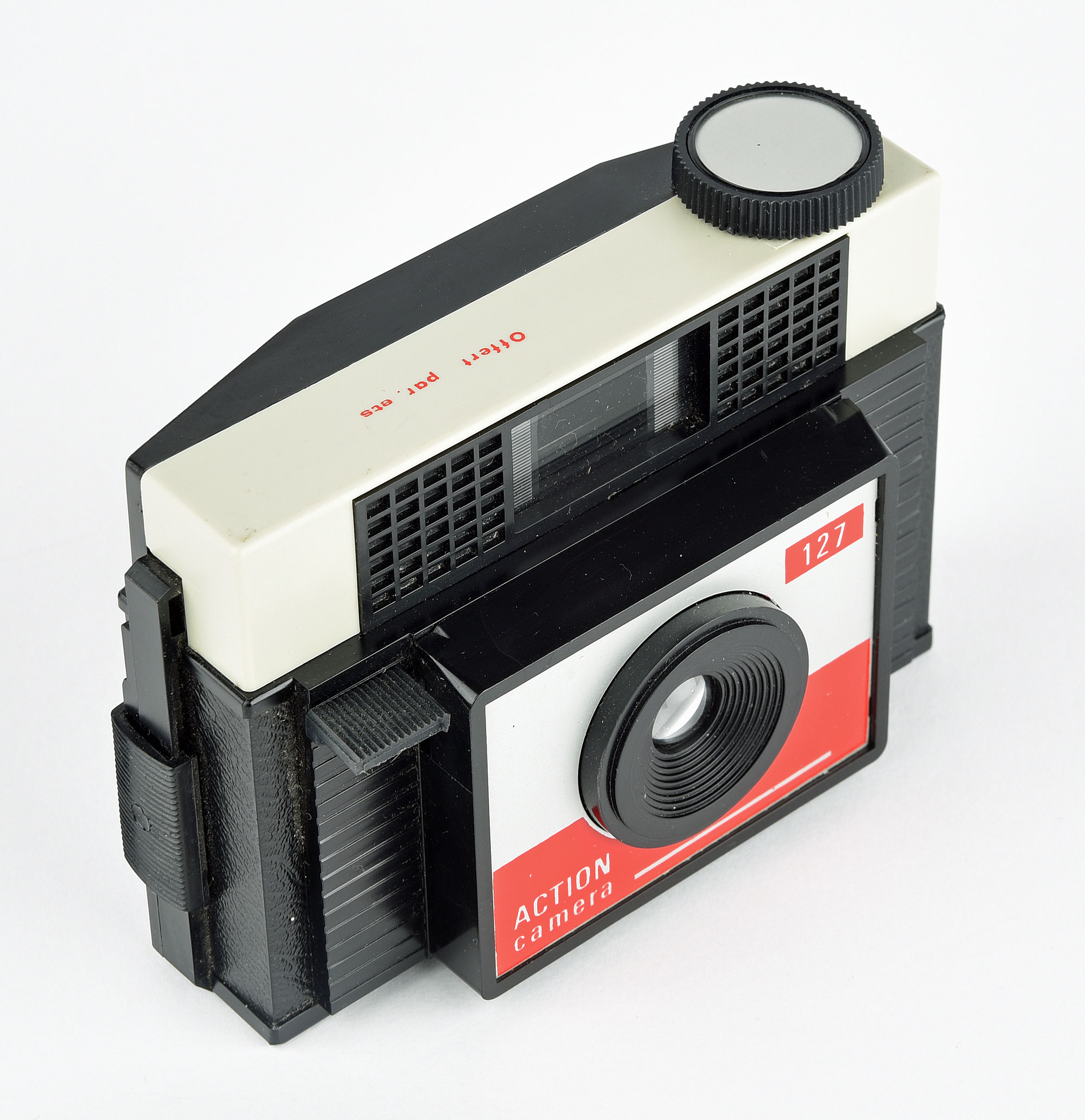
FEX Action Camera

De 1964 à 1969 sont produits les Pari-Fex, 4 × 4 sur rouleau 127. L'appareil subit un gros changement esthétique en 1968 puis est simplifié (suppression de la synchro flash) pour devenir l'Action-Camera puis le Grand Prix, qui seront utilisés comme supports promotionnels.

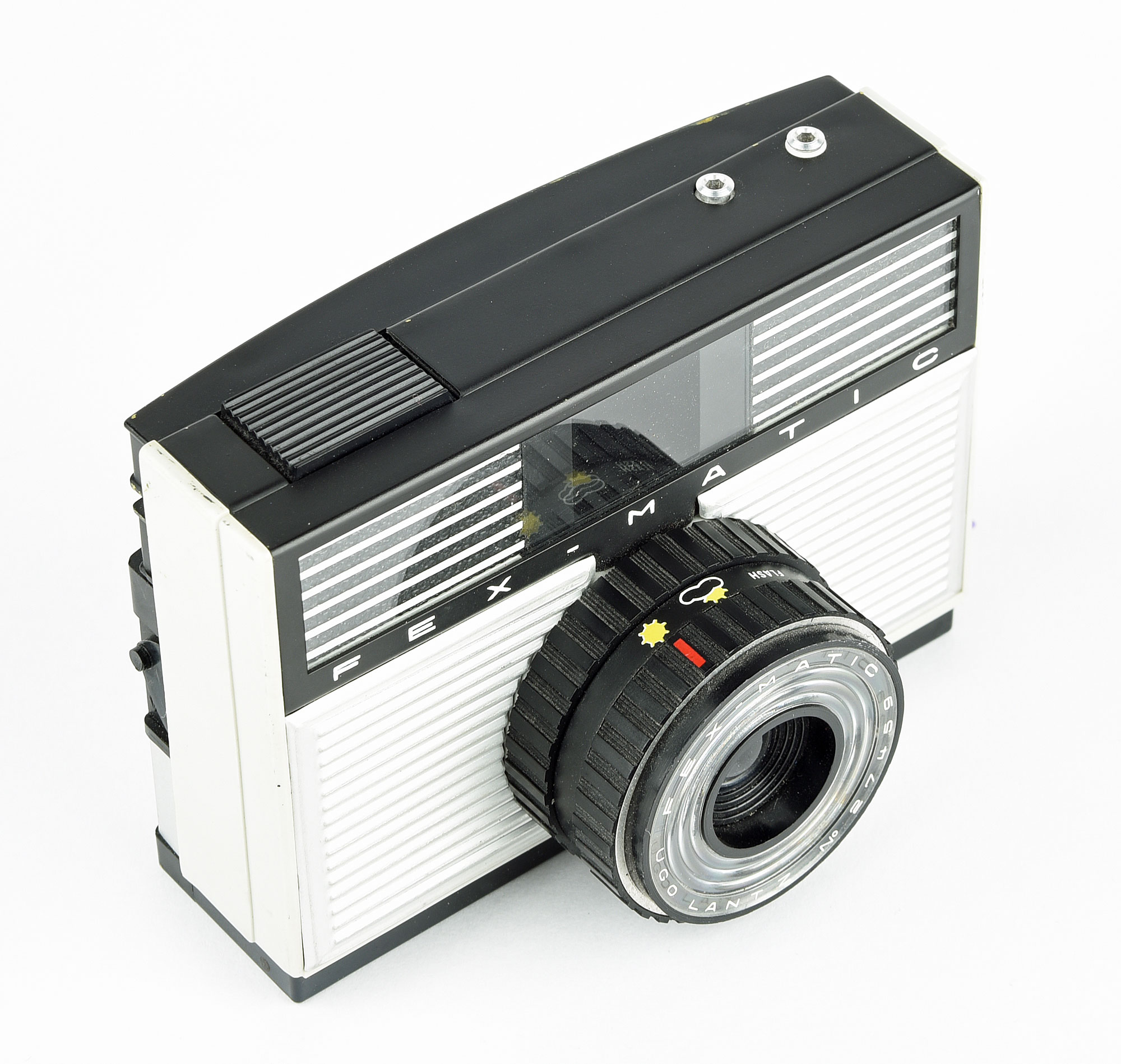
FEX Fexmatic

Entre 1965 et 1972 est produit le Fex-Matic qui utilise la cassette 126 Kodak (normalement dénommée Kodapak mais qui devient rapidement "Instamatic" dans le langage courant, du nom des appareils Kodak conçus pour elle). La cartouche 126 lancée en 1963 s'est rapidement imposée pour la fabrication d'appareils simples et Fex achète la licence à Kodak. Le Fex-Matic original est en bakélite avec un capot métallique. L'objectif, fourni par la maison Touret-Narat, porte le nom fictif de "Hugo Lantz" et un numéro de série tout aussi fictif (27459 pour tous les appareils). Le dos est articulé vers le milieu de la semelle ce qui dégage largement le logement de la cassette 126. Les versions suivantes sont injectées en polystyrène et reçoivent une façade en aluminium gaufré. Il est vendu par correspondance en Allemagne sous le nom de Porst Top 150 ou 201 selon les versions.
De 1967 à 1968, c'est le Photo-Pack-Matic qui, lui, connaît l'échec. Il faut dire que c'est le précurseur de l'appareil jetable et que le public de l'époque n'est pas prêt à envisager d'acheter un appareil pour ne faire qu'un film avec.

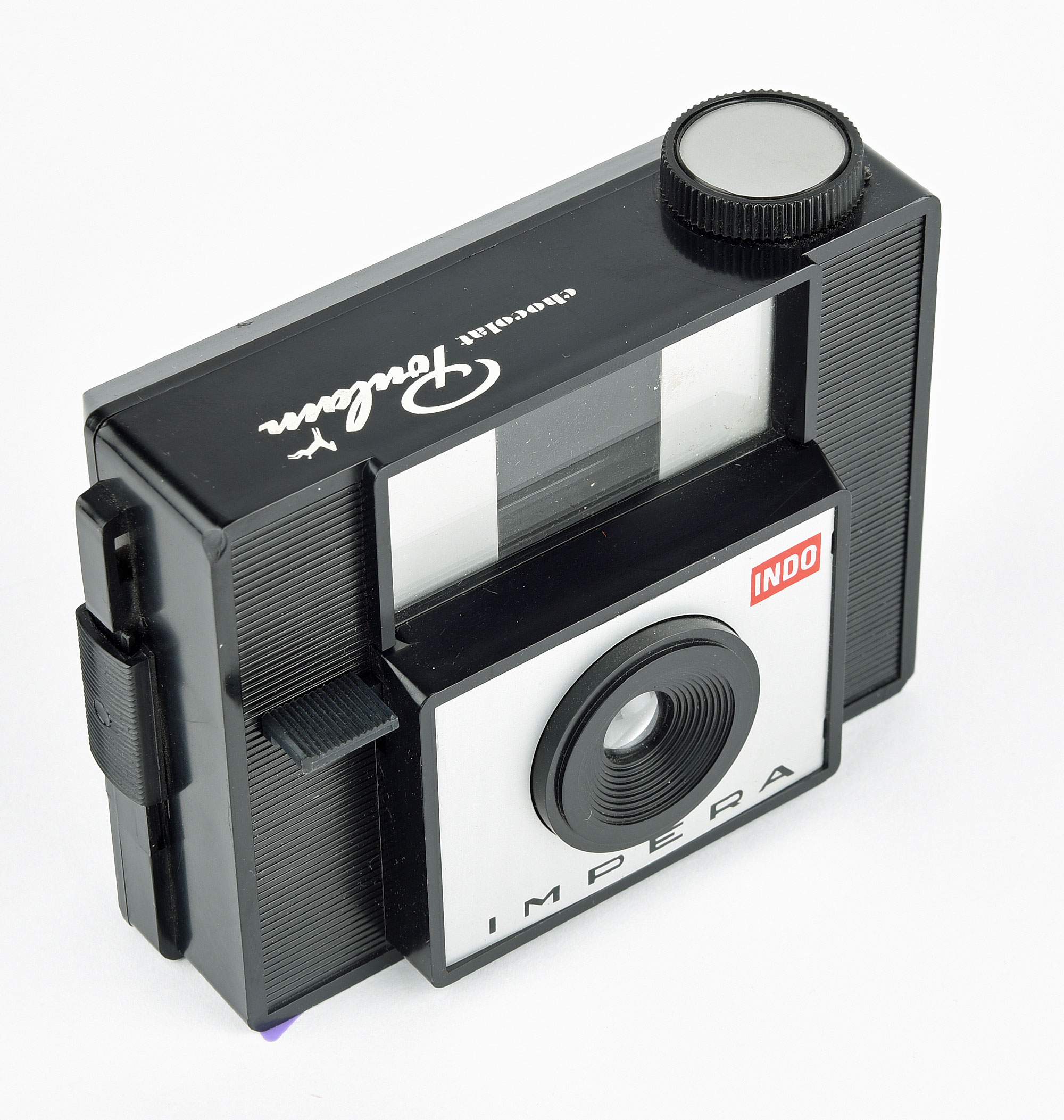
Indo Impera

Entre 1967 et 1980, l'Impera est le premier appareil à porter la marque Indo. C'est un 4 x 4 sur rouleau 127 simpliste et bon marché. Il est décliné en Aptika synchronisé pour le flash mais doit utiliser un flash magnésique qui lui est propre. Il a été beaucoup utilisé comme support promotionnel.

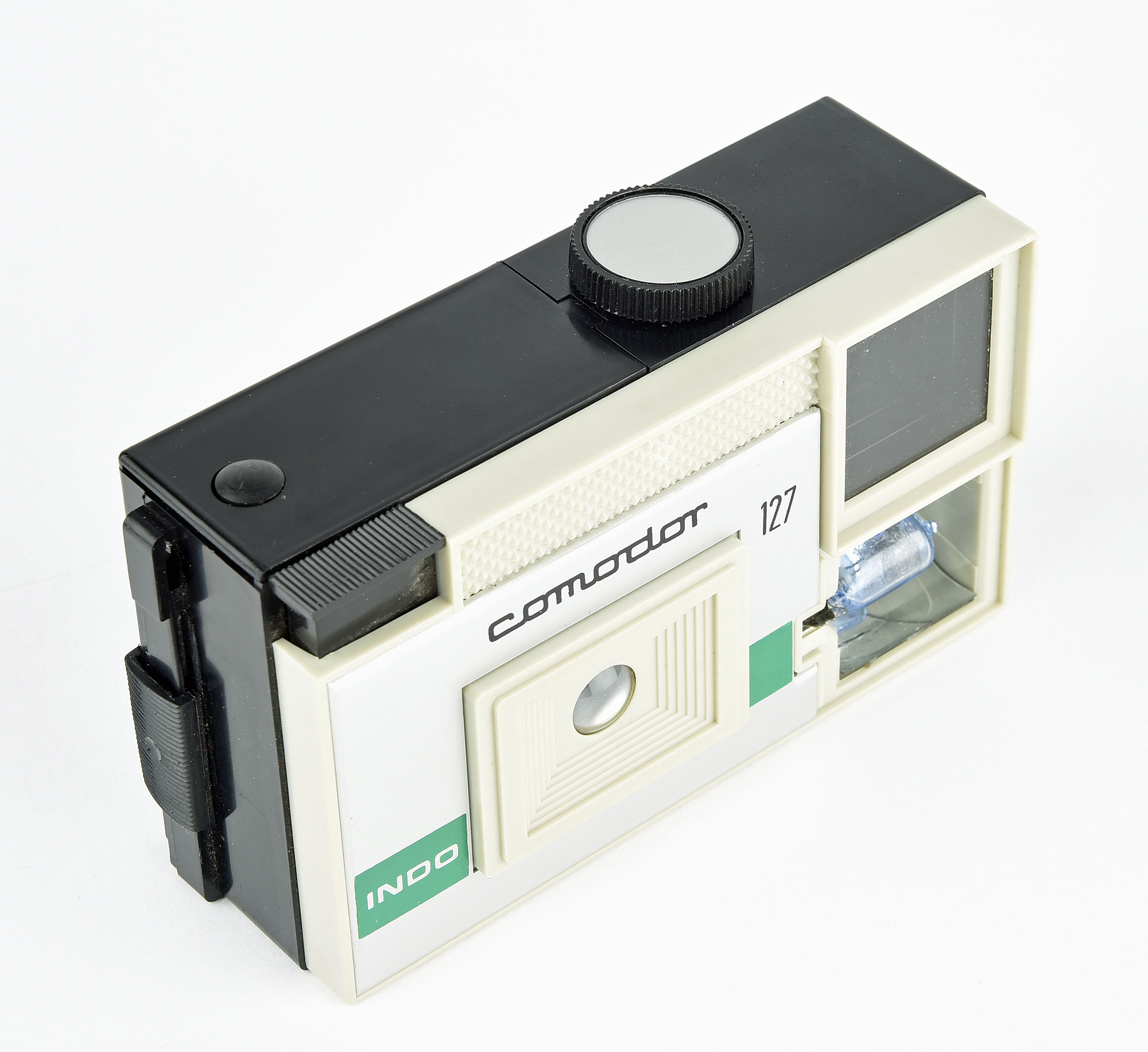
FEX Comodor

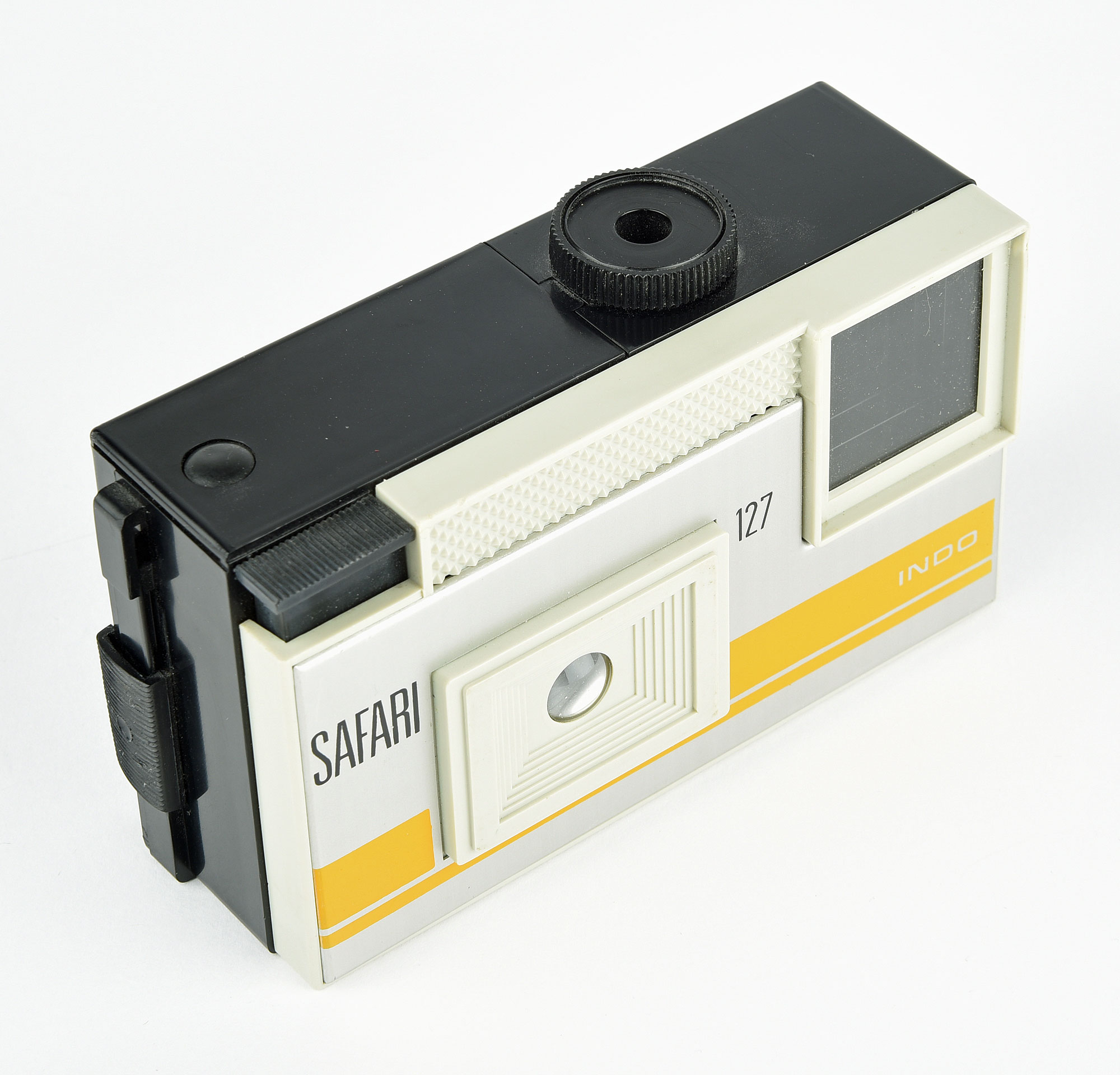
FEX Safari 127

De 1969 à 1980 est produit le Comodor. C'est encore un 4 × 4 sur rouleau 127. Le Comodor possède un flash intégré à ampoules jetables au magnésium mais son quasi jumeau, le Safari, qui sort du même moule, n'a pas de contacts métalliques dans le logement de piles ni de douille ni de réflecteur, et la plaque de façade vient recouvrir l'emplacement du flash. A nouveau ces appareils ont été très utilisés en tant que support publicitaire.

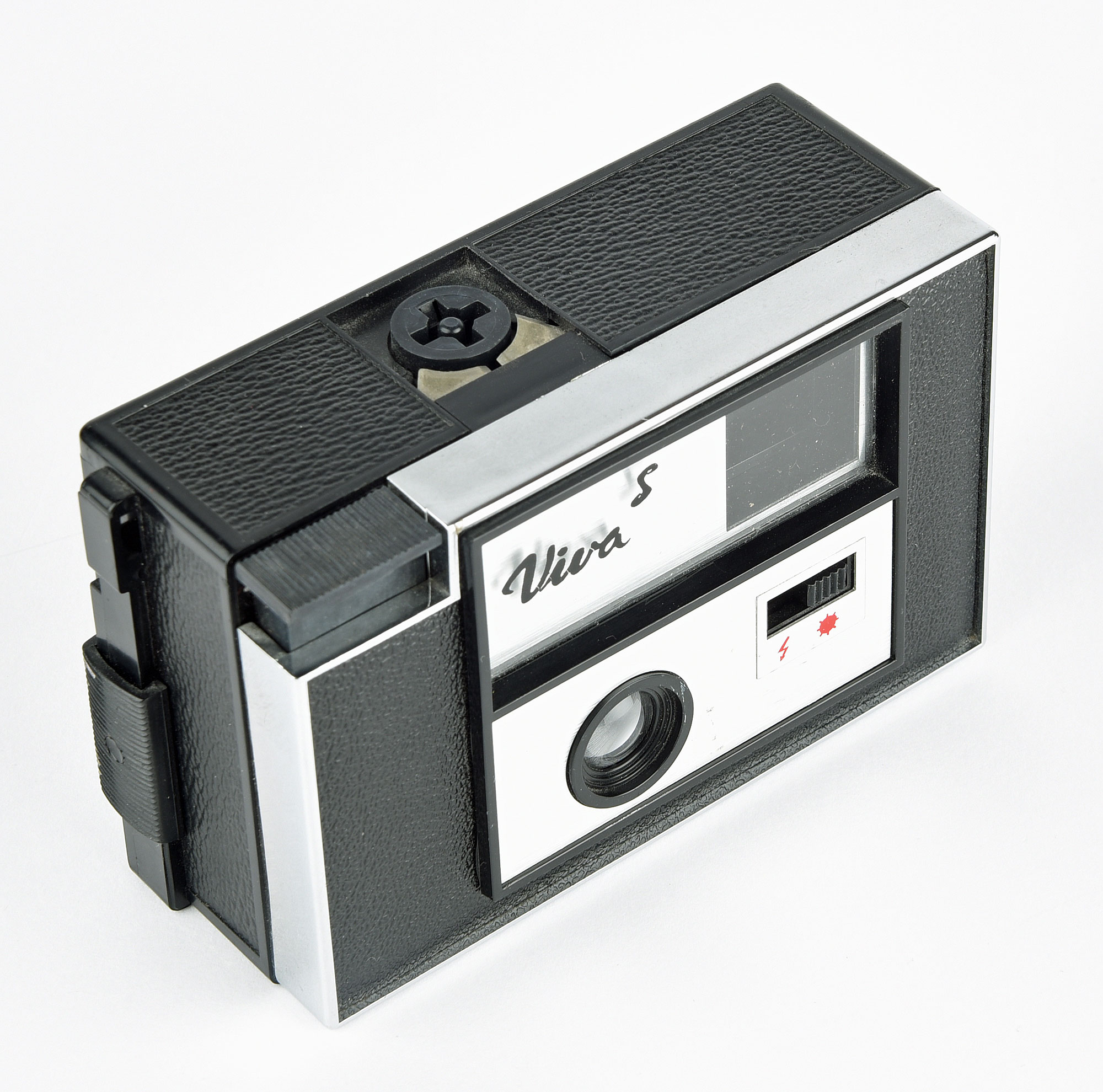
Viva S FEX

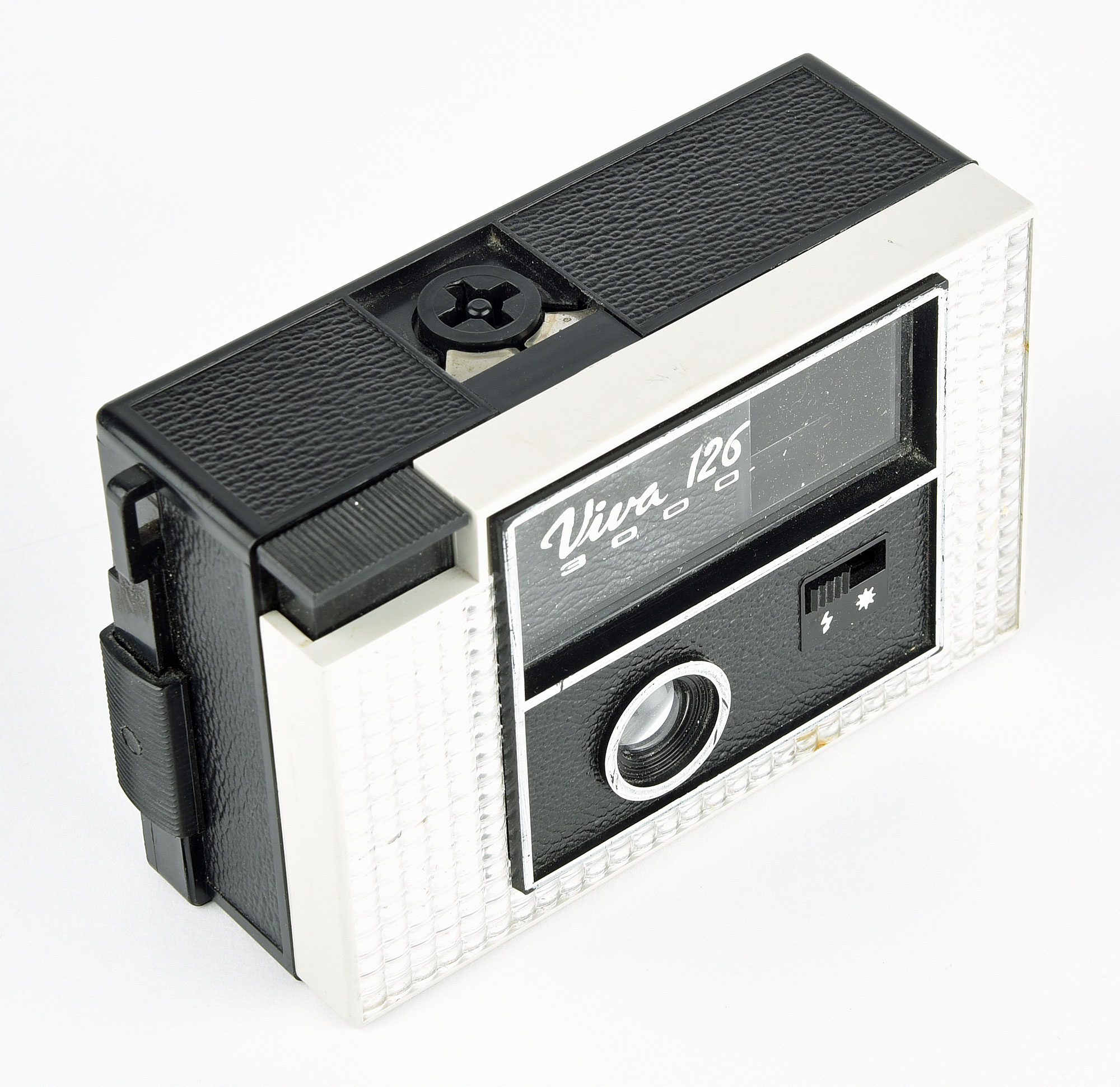
Viva 126 3000 FEX

Le Fex-Matic, relativement perfectionné, coûte trop cher à produire. Il est complété en 1970 par la gamme Viva qui sera produite jusqu'en 1978. C'est aussi un "126". La face avant en plusieurs parties permet de multiplier les versions à peu de frais en panachant des composants existants. Il sera aussi sérigraphié avec des marques de distributeurs souhaitant vendre sous leur nom et aussi en tant que support promotionnel.
L'Unika, produit de 1972 à 1980, utilise toujours le 126 mais le flash "Magicube" fait son apparition ainsi qu'une version "perfectionnée" avec un objectif à trois lentilles en verre au lieu des ménisques habituels de la marque et des possibilités de réglage de vitesse et d'ouverture.

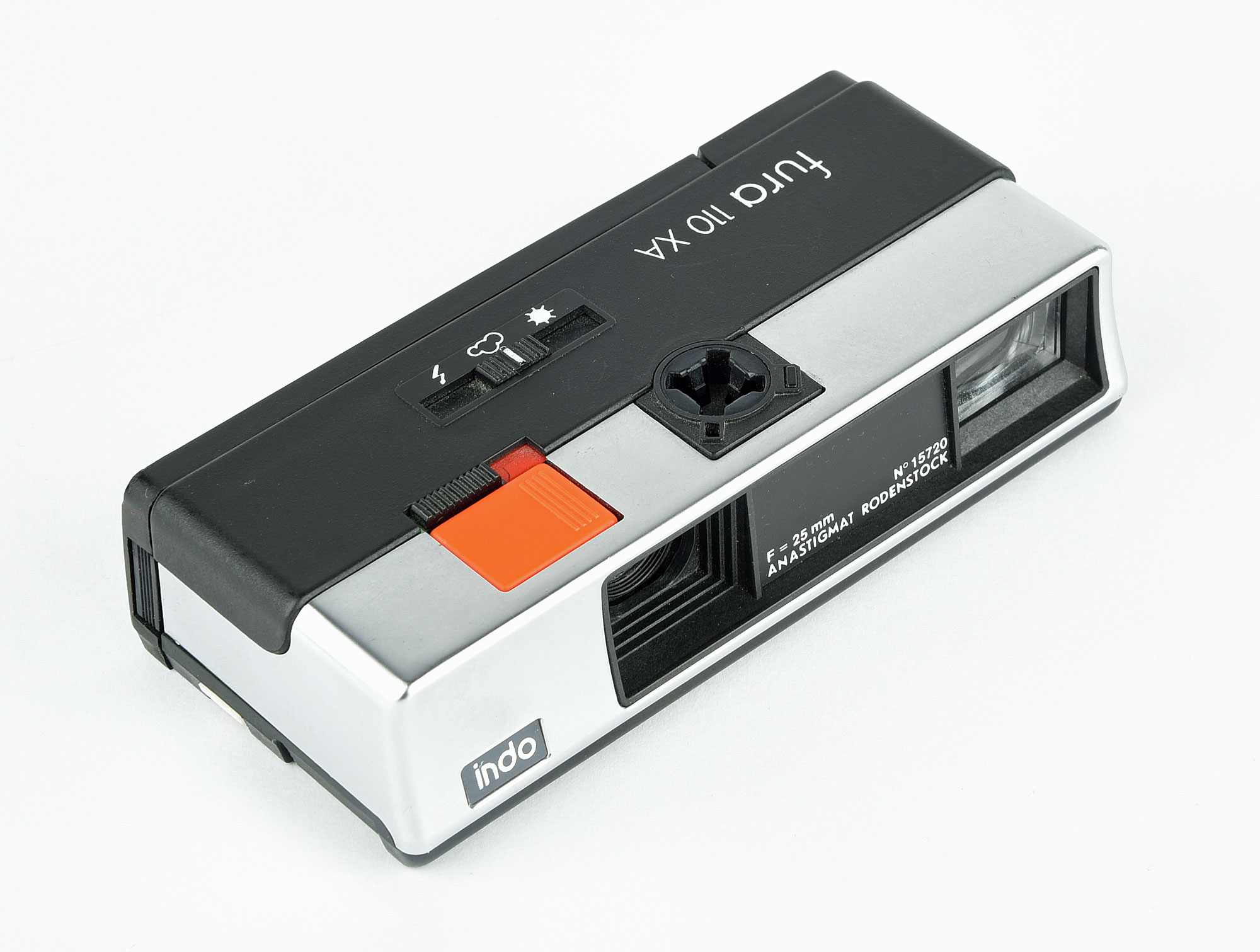
Indo Fura 110XA

En 1975, Fex lance l'Indo Fura 110 XA qui utilise la « petite » cassette Instamatic, le 110, qui permet des vues de 13 × 17 mm (contre 28 × 28 pour le 126). C'est un appareil plutôt perfectionné par rapport à la concurrence avec un objectif à lentilles en verre et un déclencheur étudié pour éviter les flous de bougé et une fabrication « cossue ». Il aura plusieurs versions dont la dernière sera nettement plus économique. Il se vend sous le nom de Camara en France, Rhaco et Kaifring Photo en Allemagne et LASM en Italie.

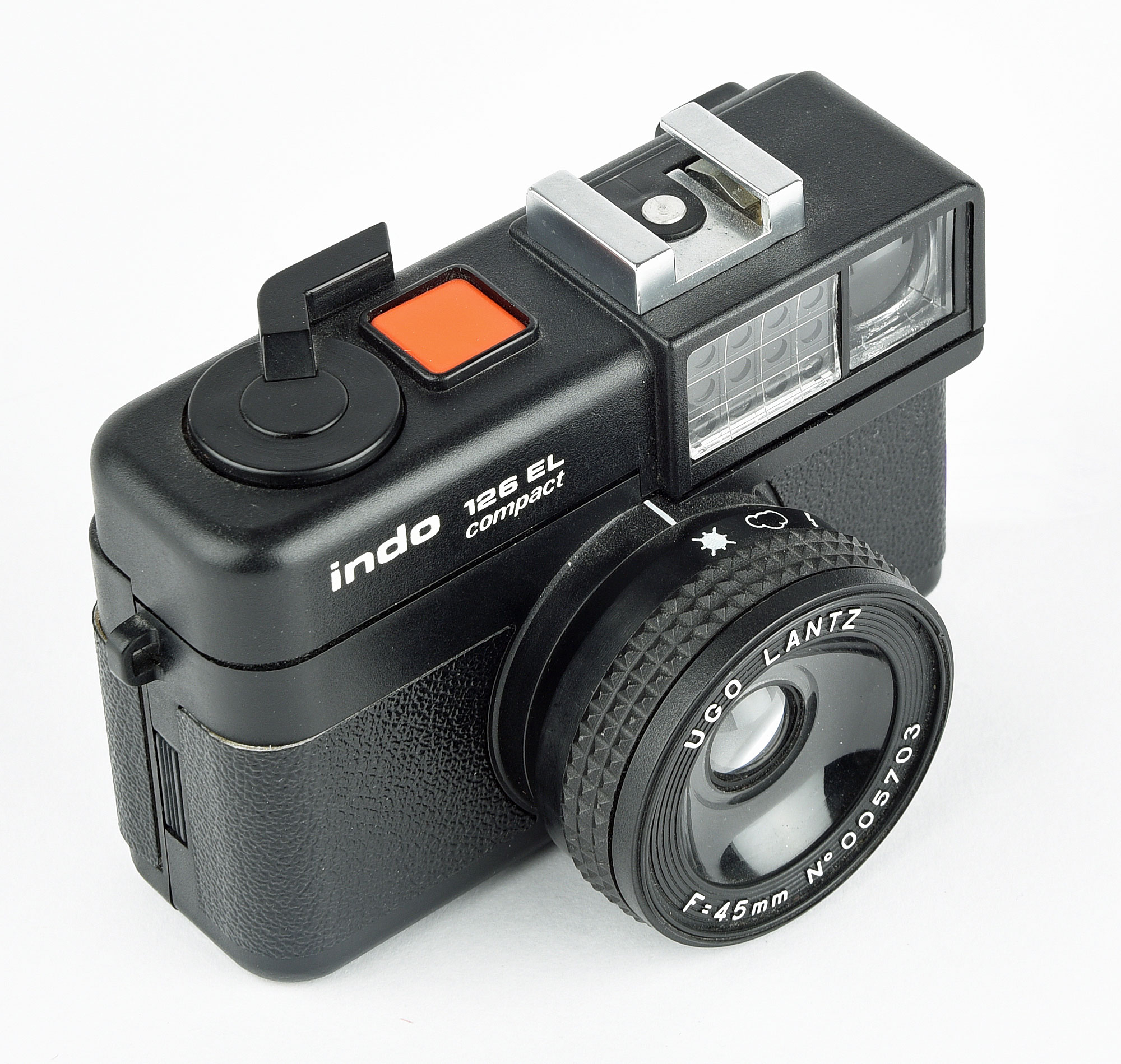
FEX-Indo 126EL

De 1977 à la fin de la société sera encore produit le Compact 126, plus petit que l'Unika et qui aura plusieurs versions.

## Accessoires
La société a aussi fabriqué des accessoires.

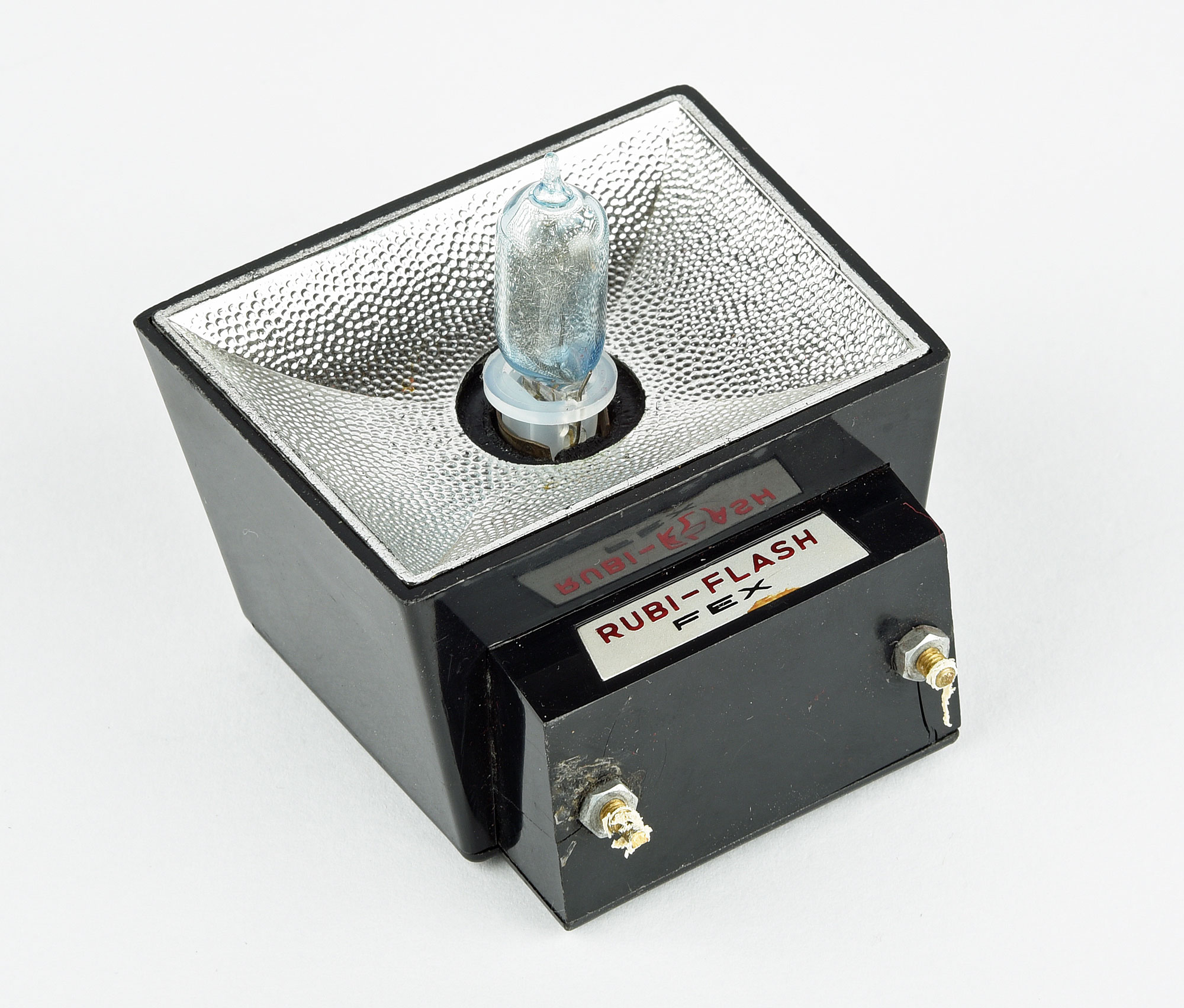
Flash FEX Rubi

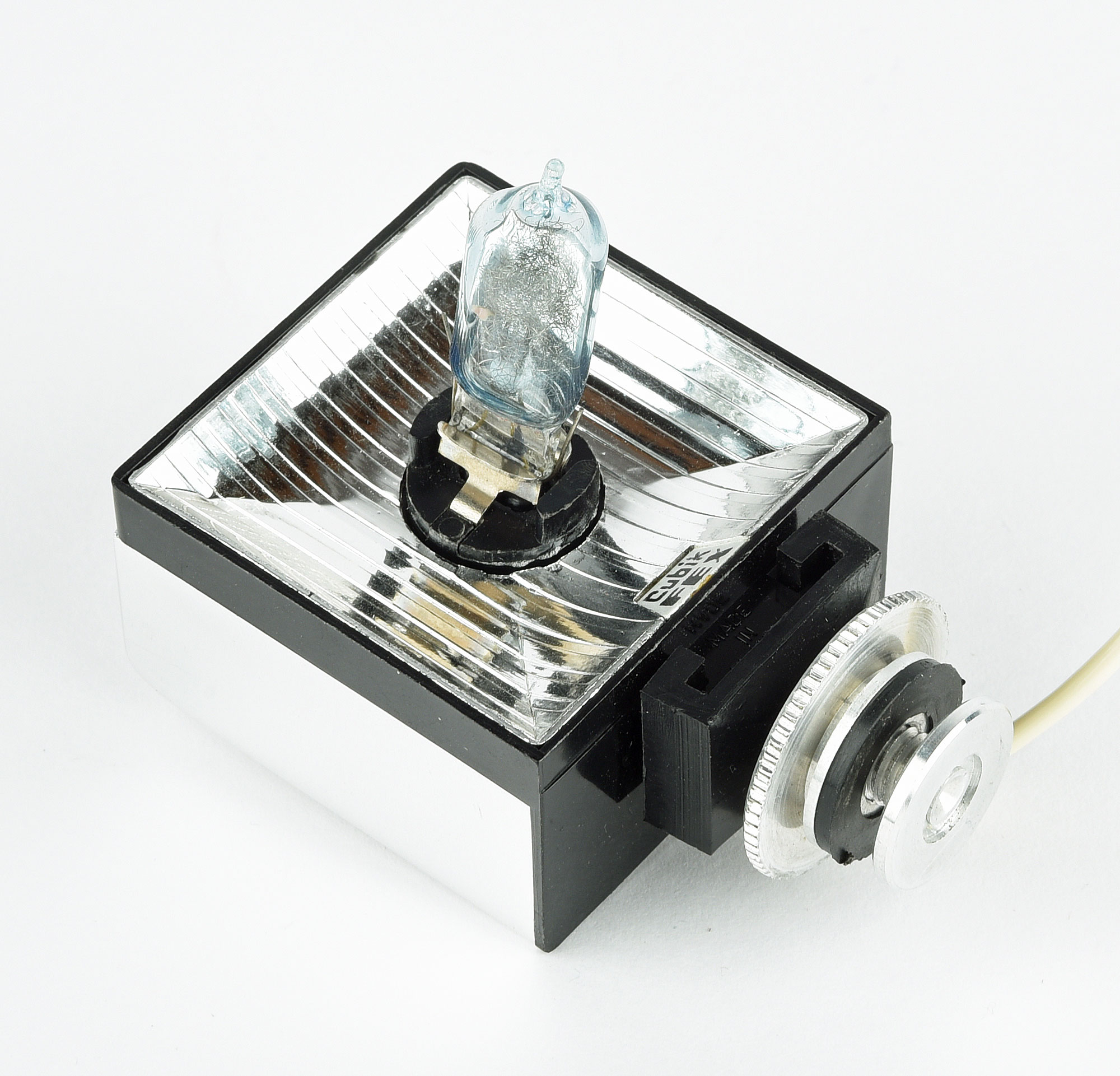
Flash FEX Cubik

- Des flash à ampoules au magnésium parfois destinés à un type d'appareil particulier. Les flash électroniques seront commandés à l’étranger[26].

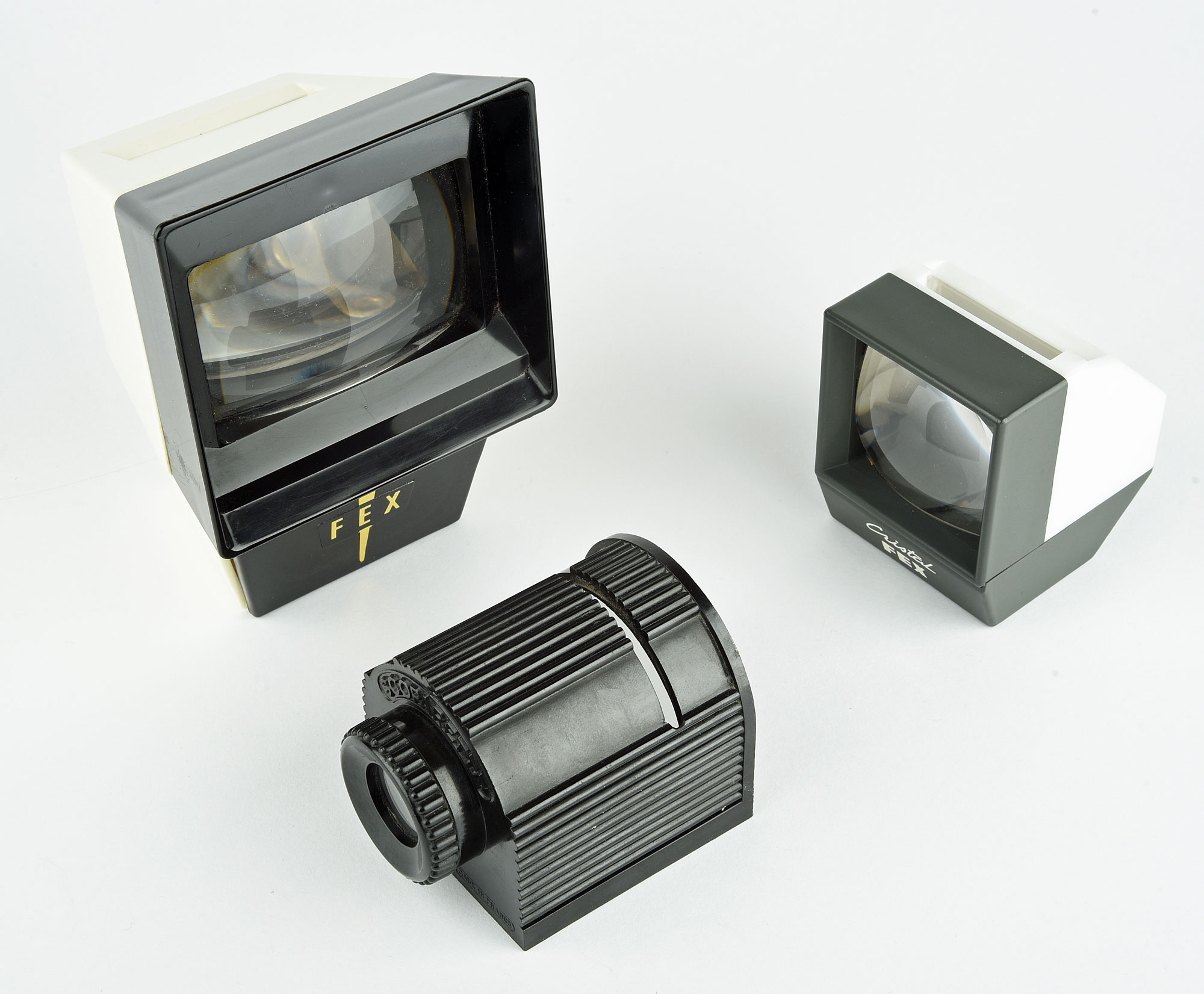
Visionneuses FEX sans nom, Cristal et Scoparette

- Des visionneuses de diapositives dès 1946 avec la Scoparette dans laquelle on glisse la diapositive avant de la regarder en tournant la visionneuse vers une source de lumière. Il y en aura de plus perfectionnées se posant sur une table avec un éclairage sur piles ou sur secteur[27].

## Publicité
La publicité a beaucoup compté dans le développement de la marque, qu'il s'agisse de promotion de la marque ou de la fourniture de supports promotionnels à diverses marques.

### Promotion de la marque
- Dès 1946, Fex fait paraître des "réclames" dans des revues Le Photographe et Science et Vie. Dès 1949, ce sont les revues destinées à la jeunesse qui servent de support promotionnel. Le Journal de Tintin reçoit régulièrement des encarts publicitaires avant les vacances scolaires, les communions et Noël[28].

- En 1951, une expédition lyonnaise part pour la Nanda Devi dans l'Himalaya. Si le photographe officiel utilise du matériel de qualité (Foca Universel et Rolleiflex), quelques Ultra-Fex sont du voyage à titre privé pour leur simplicité et leur légèreté. L'expédition est un échec avec la mort de Roger Duplat et Gilles Vigne mais des photos prises par l'Ultra-Fex sont utilisées pour la publicité de Fex. À partir de 1952, des appareils porteront une plaquette "Himalaya"[29].
- Dès 1953, quinze ans avant la grande vogue du porte-clefs publicitaire, Fex produit des portes-clefs reproduisant l'Ultra-Fex en modèle réduit[30].
- Le Photo-Pack-Matic et l'Impera seront les premiers appareils photo vendus en libre service sous blister exposés sur des présentoirs spéciaux assurant une visibilité importante de la marque dans les magasins[28].

### Supports promotionnels
- Le Super-Boy produit entre 1946 et 1959 sera sérigraphié au nom de multiples marques comme le fromage Graf, la moutarde Jacquemin, Champion, Mickey ou les vêtements Thierry[6]. Il sera suivi dans ce rôle par le Juni-Boy[15], l'Impera[28], le Comodor[21], le Safari[21], les divers Viva[22] et l'Unika.

## Collection
Ces appareils bas de gamme produits en très grandes quantités sont globalement trop courants pour avoir une valeur de collection. Le Compa-Fex et la première version du Super-Boy en carton produits à peu d'exemplaires dans des matériaux fragiles sont les seuls considérés comme rares ainsi que le Pack-Matic qui s'est très mal vendu et qui, lorsqu'il était vendu, était promis à la destruction,.